# Lotteria

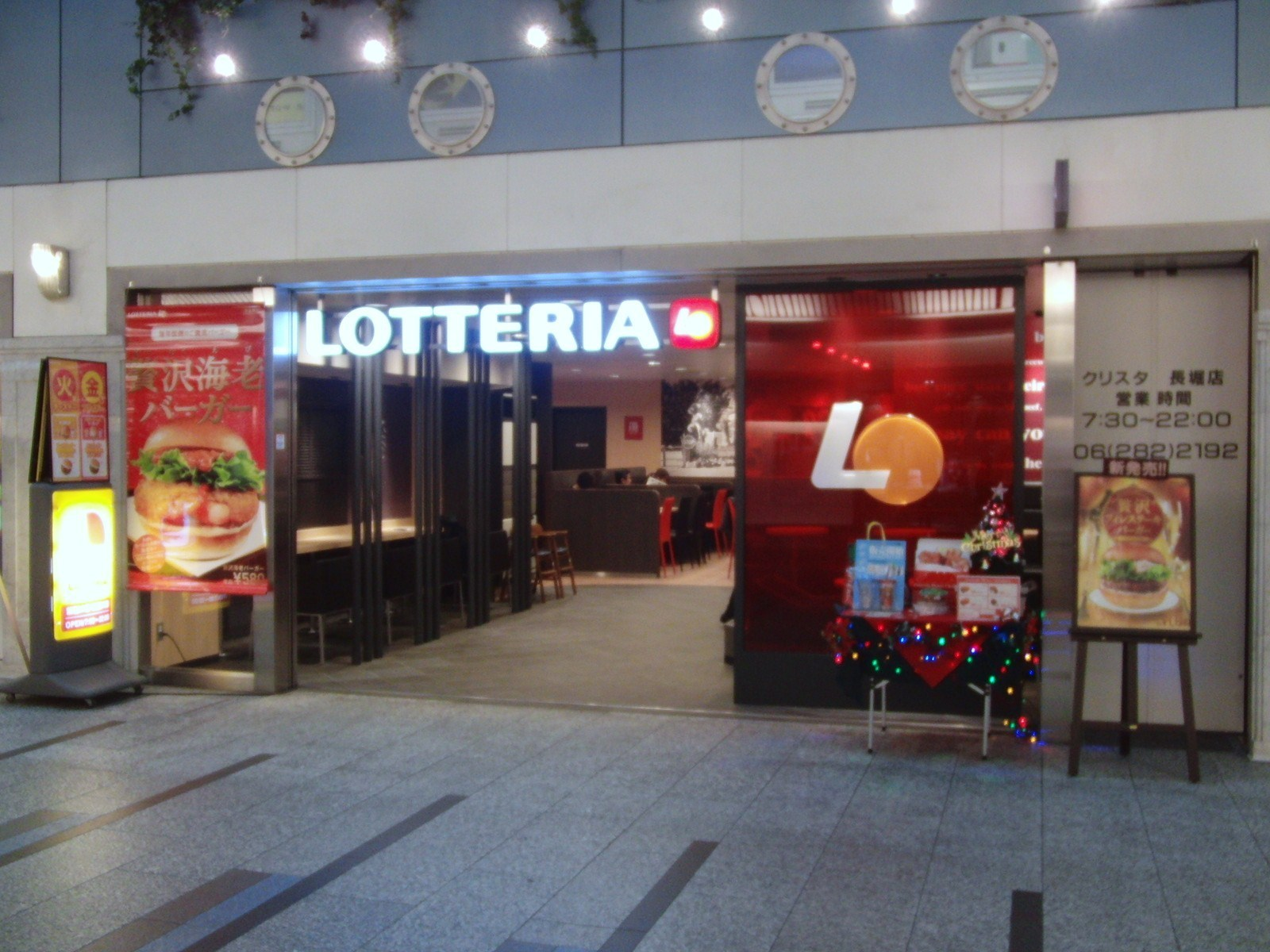
Lotteria em Osaka, Japão

Lotteria é uma rede de fast-foods japonesa subsidiaria do Lotte Group.

## História
Foi estabelecida em 1972, em Tóquio, Japão pelo empresário coreano Shin Jun Ho.